# هاجر (اسم)

اسم هاجر مكتوب بخط عربي عادي.

هَاجَر بفتح الجيم، هو اسم علم مؤنث، وهو في الأصل ليس ذي علاقة مع فعل الهجرة، رغم انسجام لفظ هاجر في العربية، مع مغزى قصة السيدة هاجر في التراث الديني السماوي، وهي أم النبي إسماعيل وزوجة النبي إبراهيم، حيث تماشى الاسم العلم «العجمي» مع لفظ الهجرة في العربية الفصحى قلبا وقالبا.
وحيث يقال في اللغة هاجر يهاجر، مهاجرة وهجرة، فهو مهاجر، والمفعول مهاجر (للمتعدي). هاجر العمال: خرجوا من بلدهم إلى بلد آخر، وفي القرآن الكريم: ﴿وَالَّذِينَ آمَنُوا مِنْ بَعْدُ وَهَاجَرُوا وَجَاهَدُوا مَعَكُمْ فَأُولَئِكَ مِنْكُمْ وَأُولُو الْأَرْحَامِ بَعْضُهُمْ أَوْلَى بِبَعْضٍ فِي كِتَابِ اللَّهِ إِنَّ اللَّهَ بِكُلِّ شَيْءٍ عَلِيمٌ ۝٧٥﴾ [الأنفال:75]. هاجر القوم: تركهم وذهب إلى آخرين، ويقال هاجر بلاده وهاجر عن وطنه وهاجر من وطنه أي تركه وخرج منه.

## الأصل والإشتقاق
هذا الانسجام اللفظي بين كلمتي هاجر "Hajar" كإسم علم أعجمي وفعل «هاجر» في اللغة العربية، هو انسجام من قبيل الصدفة ليس أكثر، لأن أصل الكلمة الحقيقي هو اسم هيروغليفي معناه زهرة اللوتس، وإذا استخدم كفعل في العربية فهو من الهجرة وهى الخروج من البلد والترحال. وقد تسمت السيدة هاجر بهذا الاسم قبل أن تهاجر إلى البرية والصحراء حيث مكة حسب التراث الديني الإبراهيمي.
وتبقى السيدة هاجر في التراث الديني السماوي أم النبي إسماعيل زوجة النبي إبراهيم أشهر من تسمت بهذا الاسم.

## الاسم في الحضارة المصرية القديمة
وكما سبق ذكره أن اسم هاجر هو اسم هيروغليفي. وينقسم إلى قسمين، كلمةها: وتعني (بالهيروغليفية: زهرة اللوتس). و(جر) معناها أرض جب، وبالمعنى التوراتى الإبراهيمي تعني (مصر)، أي اسمها «زهرة اللوتس» وكنايتها المصرية. أي حسب الترجمة المعنوية المقابلة للغة العربية: «زهرة اللوتس المصرية».
بعتقد النوبيون في شمال السودان وجنوب مصر أن السيدة هاجر هي في الأصل نوبية، ويدعم هذا الادعاء حسب اعتقادهم عدة نقاط:
أولاً: اسم هاجر يقابله نفس النطق في النوبية كلمة هاجر التي تعنى الجالس أو المتروك في إشارة ربما لعملية تركها وحيدة في مكة والمعنى المباشر للكلمة هو سوف اجلس.
ثانياً: من الثابت أيضاً في القصة أن السيدة هاجر كانت تلبس ثوباً طويلاً فضفاضاً ليخفى آثار أقدامها عن السيدة سارة، وهذا الوصف ينطبق على الجرجار اللباس النسائي النوبي المعروف والمستخدم حتى اليوم.
ثالثاً: كلمة زم زم، يعتقد بأنها أيضاً كلمة نوبية نطقت بها السيدة هاجر عندما انفجر الماء، ويقابلها في اللغة النوبية سـم، والتي تعنى بالعربية فعل الأمر من جـف، فقد كررتها مراراً وهي تدعو الماء للتوقف سم سم، وتحور النطق لتصبح زمزم.
رابعاً: كان ابنها إسماعيل رامياً بارعاً للسهام، وهذا أحد أهم مميزات النوبيين القدماء الذين عرفوا تاريخياً باسم رماة الحدق في حروبهم مع الأشوريين والفرس والرومان وحتى مع العرب لاحقاً في 41 هجرية.